# Сен Сузан
Сен Сузан (фр. Sainte-Suzanne) град је у Француској у региону Реинион, у департману Реинион.
По подацима из 2011. године број становника у месту је био 22574.

## Демографија
| 2011.  |
| ------ |
| 22.574 |

## Партнерски градови
- Вакоа-Феникс